# Житлова економіка
Житлова́ еконо́міка — сфера людської діяльності, що забезпечує задоволення однієї із першочергових фізіологічних, матеріальних, соціальних та духовних потреб людини — потреби у житлі. Житлова економіка за своїми ознаками є мезоекономікою. Вона безпосередньо впливає на розвиток макроекономіки та мікроекономіки.
Житлову економіку слід розглядати також і як окрему галузь науки. Житлова економіка вивчає такі питання як сутність житла та його еволюція, житлова проблема, житлова політика, житловий бізнес, житлові ринки, житлові реформи, житлові потреби, фінансування житлового будівництва та утримання житлового фонду, іпотечне кредитування, управління житловим фондом тощо.
Житлова економіка відіграє важливу роль у розвитку будь-якої економіки і суспільства в цілому. В Україні як галузь науки житлова економіка знаходиться на початковому етапі розвитку. 